# Сорола
Со́рола (фин. Sorola) — посёлок в составе Мийнальского сельского поселения Лахденпохского района Республики Карелия.

## Общие сведения
Расположен на берегу залива в северо-западной части Ладожского озера. К посёлку подходит дорога местного значения 86К-94 («Лахденпохья — Сорола») в 7 км от города Лахденпохья и трассы А121 («Сортавала»).

## История

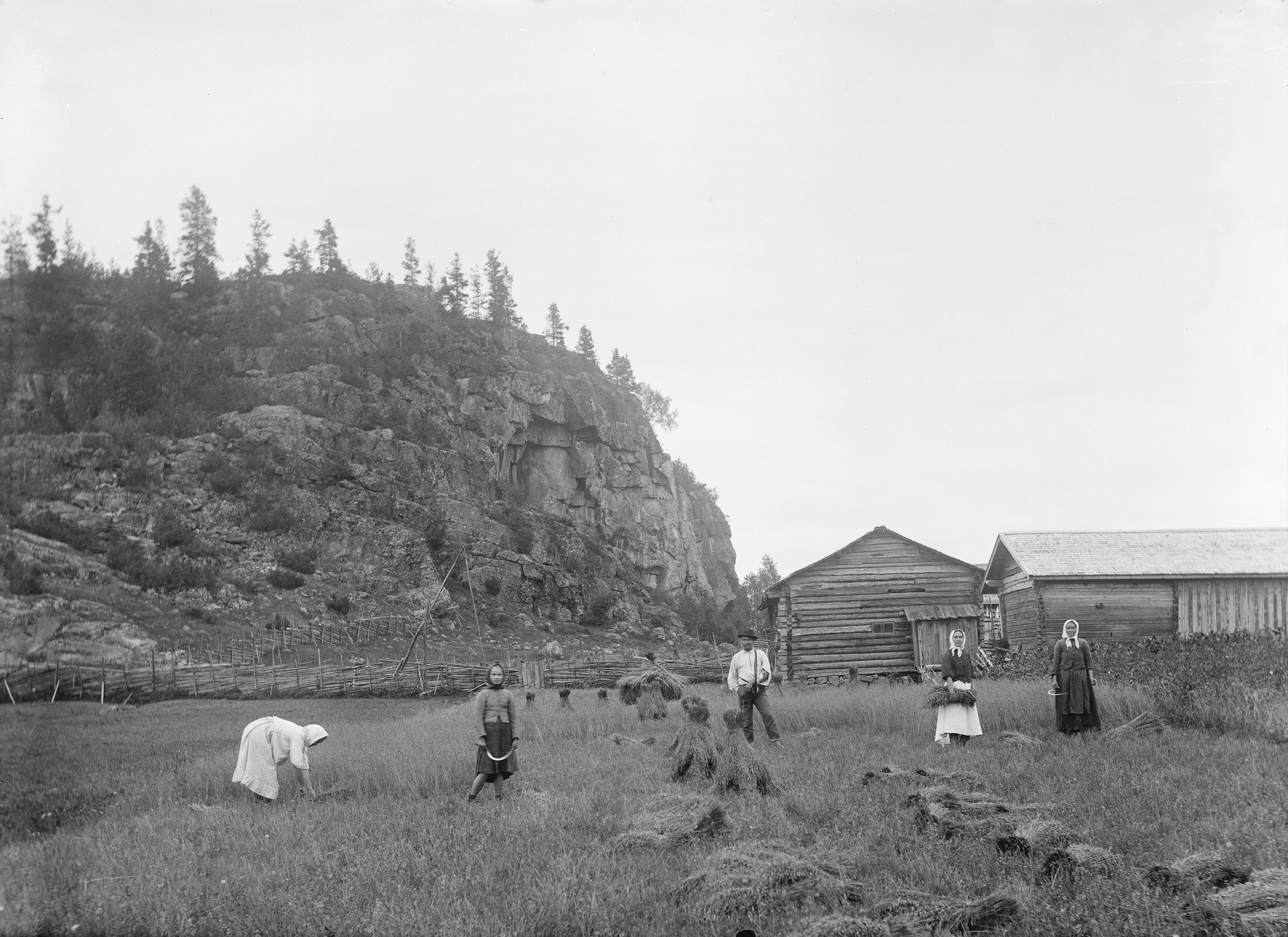
Сорола, 1909 год.

Считается, что карельские поселения в Сороле появились и процветали в XII—XIV на Сорольском острове (Соролансари), укрепленное городище (крепость) находилась на материковой части протоки. В летописи название встречается в 1500 году — времена, когда эти места относились к Великому Новгороду. В книгах за 1571 год упоминается церковь Георгия Победоносца.
Во время «войны за веру» между шведскими лютеранами и русскими православными, Сорола была полностью уничтожена, по преданию: «Сорольская церковь была уничтожена во время большой войны. Русские ушли, утопив колокола и завалив их камнями в устье залива. Это была самая страшная война со времен Нового Завета».
Остров долгое время считался священным, на нем до сих пор сохранились остатки старинных кладбищ. В XIX веке на острове в пещере добывали кварцит, и сейчас возле затопленного штрека можно найти черные камешки горного стекла. В войну на южной оконечности острова действовала батарея, были артиллерийские склады, бетонные остатки которых видны с Ладоги.

## Население
| 2002 | 2009 | 2010 | 2013 |
| ---- | ---- | ---- | ---- |
| 11   | ↘7   | ↗15  | ↗18  |

## Улицы
- ул. Вишнёвая